# Warmińsko-Mazurskie Namiestnictwo Harcerzy ZHR
Warmińsko-Mazurskie Namiestnictwo Harcerzy ZHR – jednostka terytorialna Organizacji Harcerzy ZHR. Zrzesza hufce i związki drużyn działające na terenie województwa warmińsko-mazurskiego. Warmińsko-Mazurskie Namiestnictwo Harcerzy ZHR zostało rozwiązane z końcem 2008 roku, a jednostki i instruktorzy zostali przeniesieni do Pomorskiej Chorągwi Harcerzy. 

## Hufce i związki drużyn
- Warmiński Hufiec Harcerzy "Płomienie"
- Pasłęcki Związek Drużyn Harcerzy
- Kętrzyński Związek Drużyn Harcerzy